# Židovka
Židovka, dříve též nazývaná Srbský potok, je potok v severovýchodních Čechách. Délka toku na území ČR je 10,8 km. Plocha povodí měří 32,5 km².

## Průběh toku

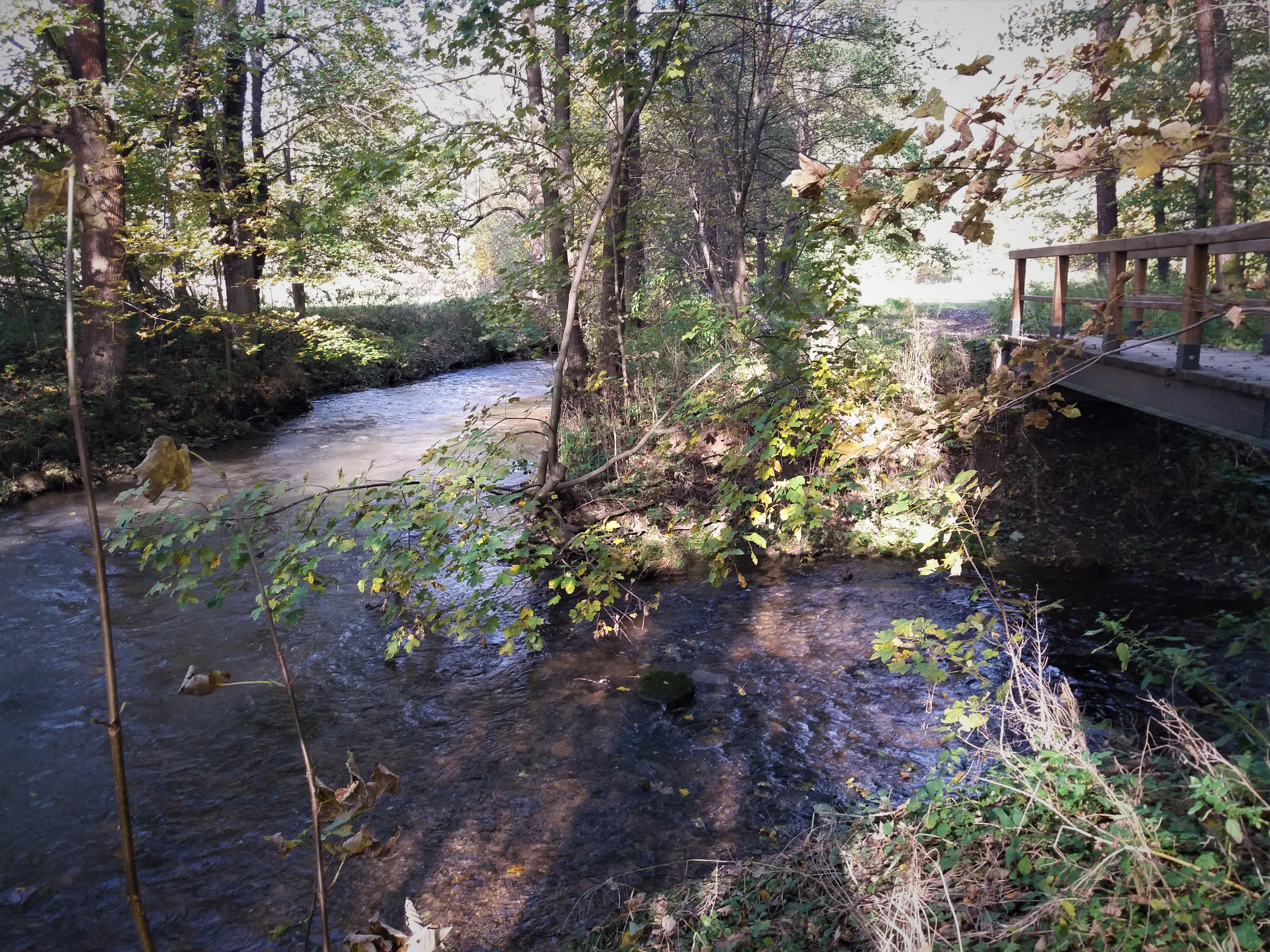
Ústí Židovky do Metuje

Pramení v Polsku ve Stolových horách na severozápadním úbočí Velké Hejšoviny (Szczeliniec Wielki) v nadmořské výšce kolem 800 m a po 3 km (na polském území se jmenuje Piekło) vtéká 650 m nad mořem východně od Machovské Lhoty na české území. Protéká Machovem a ústí zleva do Metuje (398 m nad mořem). 

## Vodní režim
Průměrný průtok u ústí činí 0,41 m³/s.